# اونو نو تاکامورا
اونو نو تاکامورا (به ژاپنی: 小野 篁 Ono no Takamura); ۱ ژانویهٔ ۰۸۰۲ – ۱ ژانویهٔ ۰۸۵۳) شاعر در اوایل دوره هی‌آن اهل ژاپن بود. پدر وی اونو نو ایموکو نام داشت و دیپلمات و سیاستمدار در دوره آسوکا بود.